# Куряча тикка
Курка Тікка - це куряче блюдо популярне в Індії, Бангладеш, Пакистані та Великобританії.  Це традиційно невеликі шматочки курки без кісток, запечені на шампурах на жаровні під назвою angeethi</link> або над вугіллям після маринування в індійських спеціях і дахі (йогурт).  Слово tikka ( tike турецькою, а tikə</link> на азербайджанській мові) — перське слово, що означає «шматки» або «шматочки». Це також страва з курки, яка подається в пенджабській кухні . Однак кашмірська версія страви готується на грилі на розпеченому вугіллі. Шматки змащують топленим маслом (освітленим маслом) через певні проміжки часу, щоб підсилити його смак. Його зазвичай їдять із зеленим коріандром і тамариндовим чатні та подають із кільцями цибулі та лимоном або використовують для приготування справжньої курячої тікка масали . 

Курячий тика-сизлер - це страва, де курячий тика подається на теплій тарілці з цибулею. Страва також популярна в Афганістан, хоча афганський варіант (як і багато інших перських, турецьких і Арабська страв) менш запечений у порівнянні з варіантами на індійському субконтиненті і використовує телятину і ягня крім курта.

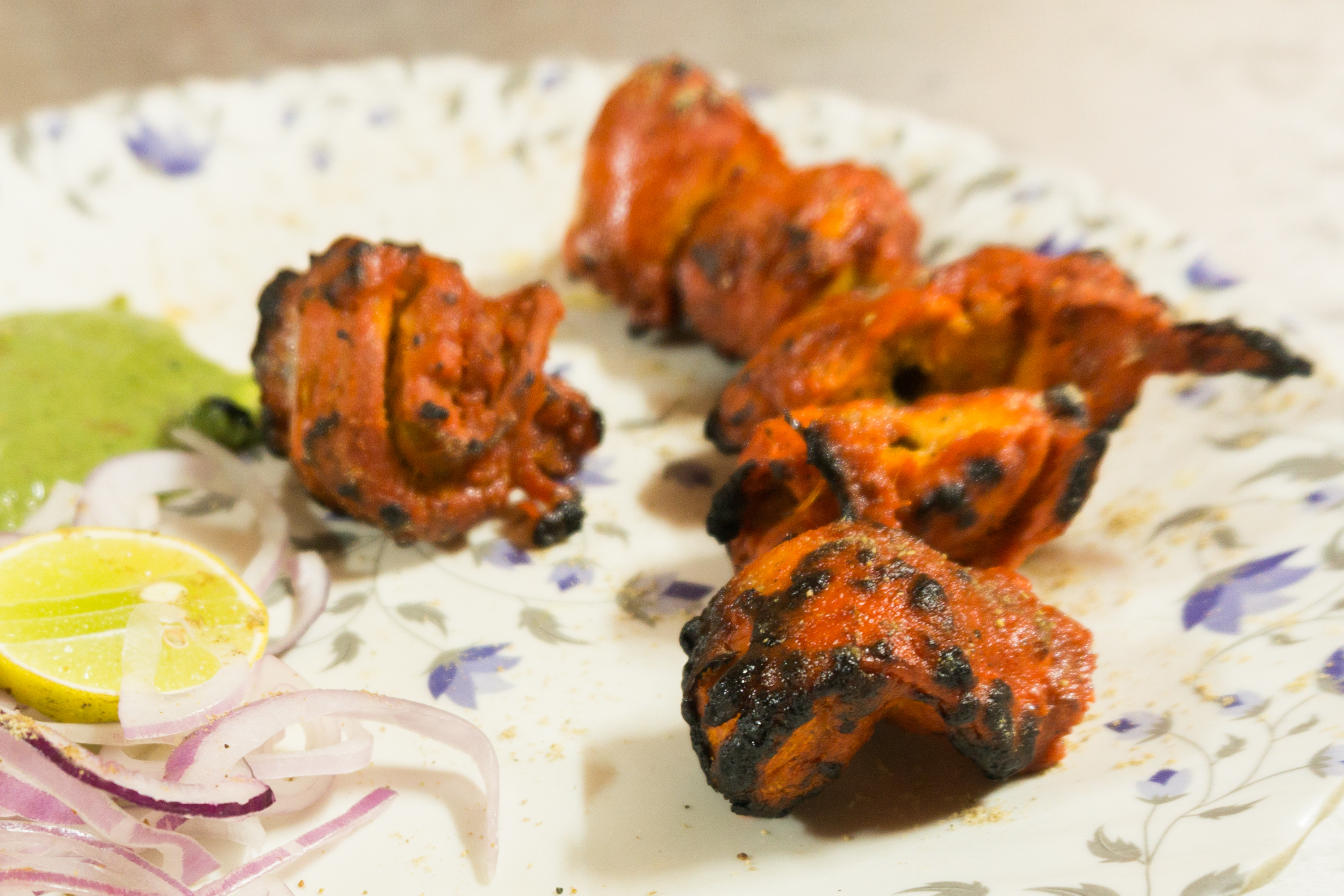
Курячий тікка кебаб
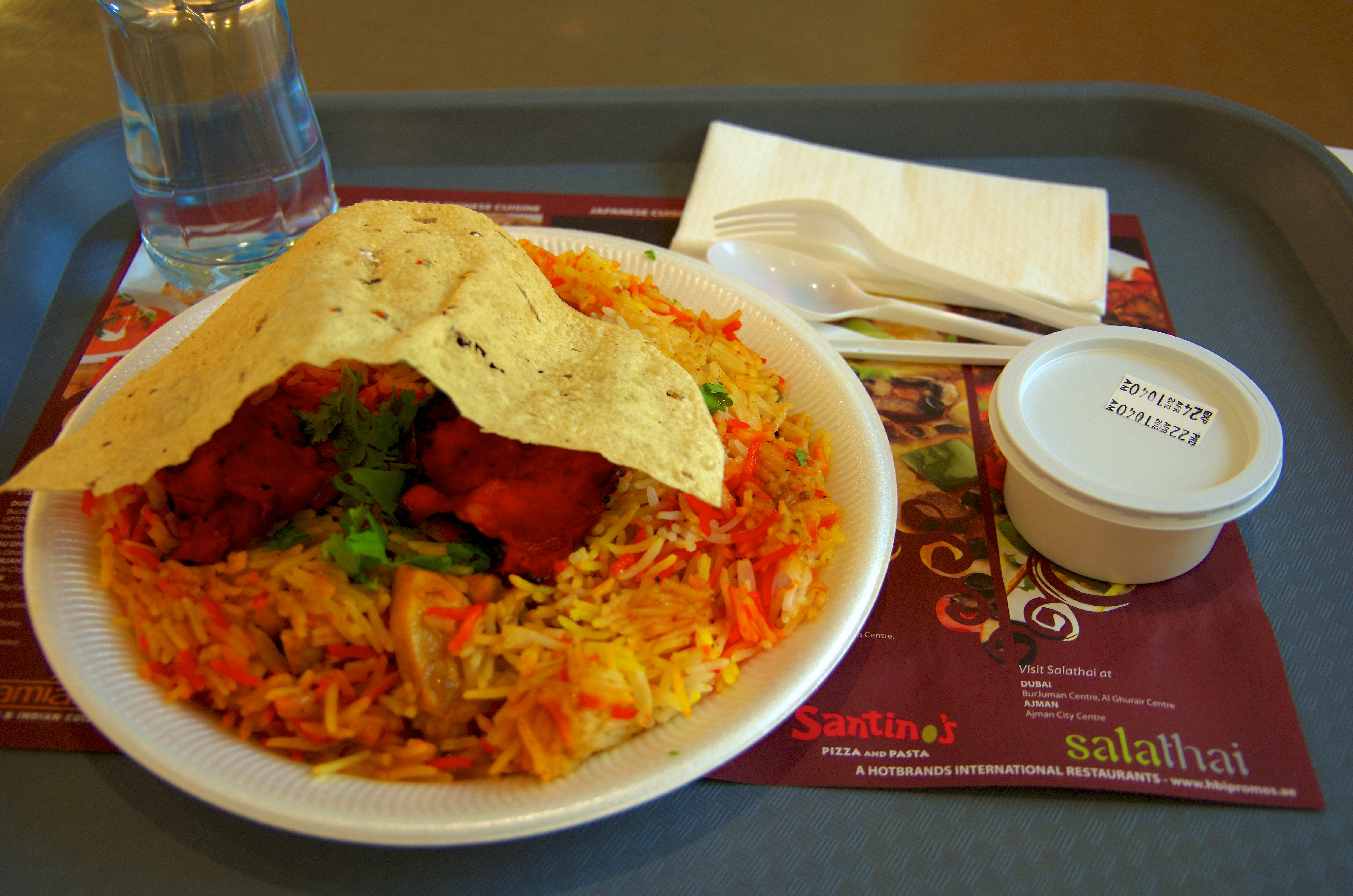
Курка тікка бір'яні
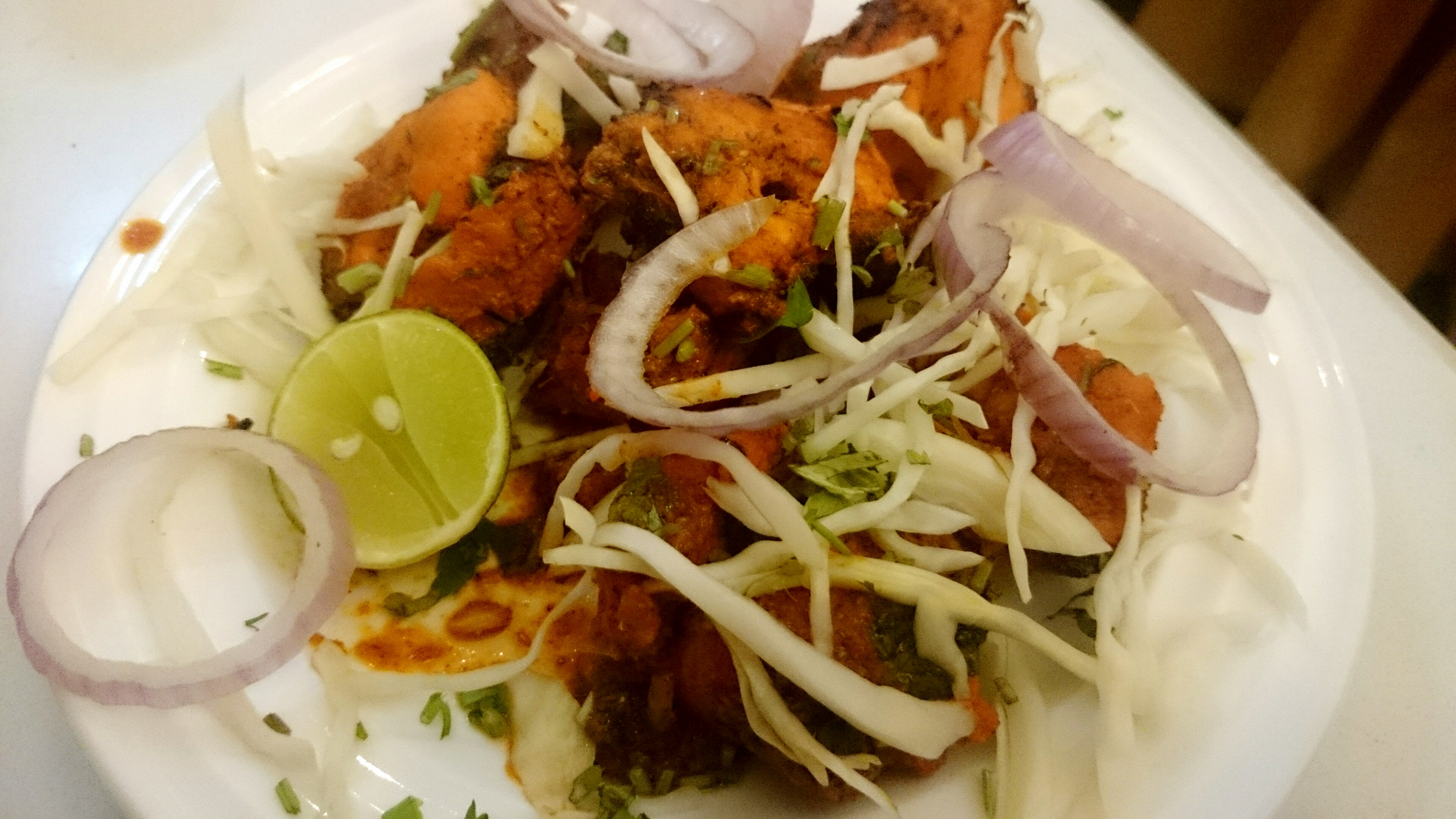
Куряча тікка подається в Нью-Делі
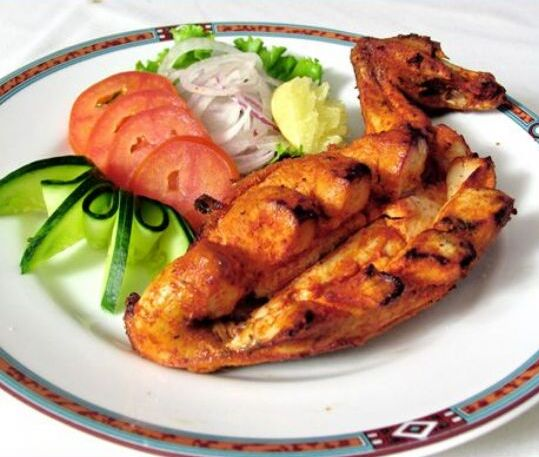
Індійська курка Тікка з салатом
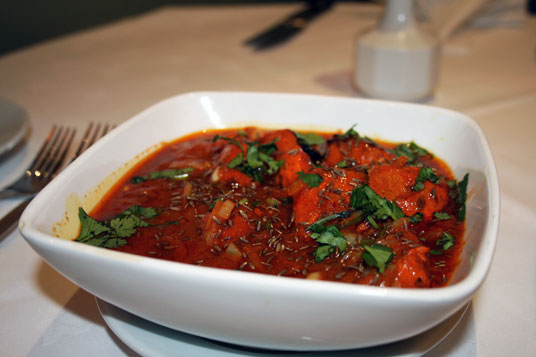
Курка Тіка Зіра
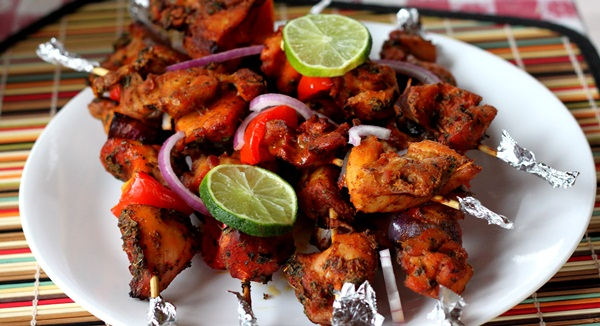
Куряча тікка подається в Ассамі, Індія

- Курячий льодяник
- Північноіндійська кухня
- Панір тікка
- Пакистанські м'ясні страви
- Пенджабська кухня
- Куряча тікка масала
- Масляна курка
- Çiğ köfte

## Зовнішні посилання
- Chicken Tikka Masala Recipe: A Flavorful Delight from India. Dainik Jagran हिंदी समाचार, हिंदी न्यूज. 24 травня 2023.

Шаблон:Pakistani dishesШаблон:Indian Dishes